# Herlev Floorball Club
Herlev Floorball Club er en dansk floorballklub fra Herlev stiftet i 1994. Klubben opstiller hold både i herre- og damesenior samt ungdomshold i herre- og dameregi.
Klubbens største sejre tæller bl.a. 4 danske mesterskaber for herreeliten samt deltagelse i Europacuppen.